# Mark Morton
Mark Duane Morton (ur. 25 listopada 1972 w Williamsburgu w stanie Wirginia) – amerykański muzyk, kompozytor i gitarzysta. Morton jest wieloletnim gitarzystą grupy muzycznej Lamb of God.
W 2004 roku muzyk wraz z Willie Adlerem został sklasyfikowany na 80. miejscu listy 100 najlepszych gitarzystów heavymetalowych wszech czasów według magazynu Guitar World.

## Instrumentarium
| Gitary - Jackson USA Custom Shop Mark Morton Dominion - Jackson King V - Jackson USA Custom Shop Swee-Tone - Jackson Warrior - Framus Renegade Pro (With neck pickup removed) - Framus Panthera - Jackson RR5 - Gibson Les Paul Standard Gold Top - Jackson Black SLS Soloist - Jackson Adrian Smith Model Wzmacniacze i kolumny głośnikowe - Mesa Boogie Mark IV Amplifier - Mesa Boogie Mark V Amplifier - Mesa Boogie 4x12 Traditional Recto Straight Cabinets |  | Efekty gitarowe - Sennheiser EW300 Wireless Unit - Rocktron Hush Super C - Dunlop Crybaby Wah Pedal (also Zakk Wylde Wah) - MXR GT-OD Overdrive Pedal - MXR EVH Phase 90 - Boss TU-2 Chromatic Tuner - DBX 266XL Dual Compressor - Whirlwind Selector - Planet Waves cables - Dunlop Custom Shop Rack Wah DCR-2SR - Boss NS-2 - Palmer PGA-03 Y-Box Splitter Struny i kostki gitarowe - GHS Boomers Strings gauge 10-46 - 1.4 mm Dunlop Tortex picks |

## Filmografia
| Tytuł                           | Rok  | Uwagi                                                 | Źródło      |
| ------------------------------- | ---- | ----------------------------------------------------- | ----------- |
| "Metal: A Headbanger’s Journey" | 2005 | film dokumentalny, reżyseria: Sam Dunn, Scot McFayden | [ 5 ]       |
| "As the Palaces Burn"           | 2014 | film dokumentalny, reżyseria: Don Argott              | [ 6 ] [ 7 ] |